# Dioscorea chiapasensis
Dioscorea chiapasensis är en enhjärtbladig växtart som beskrevs av Eizi Matuda. Dioscorea chiapasensis ingår i släktet Dioscorea och familjen Dioscoreaceae. Inga underarter finns listade i Catalogue of Life.